# 科爾克雷山
15°32′50″S 71°41′15″W / 15.54722°S 71.68750°W

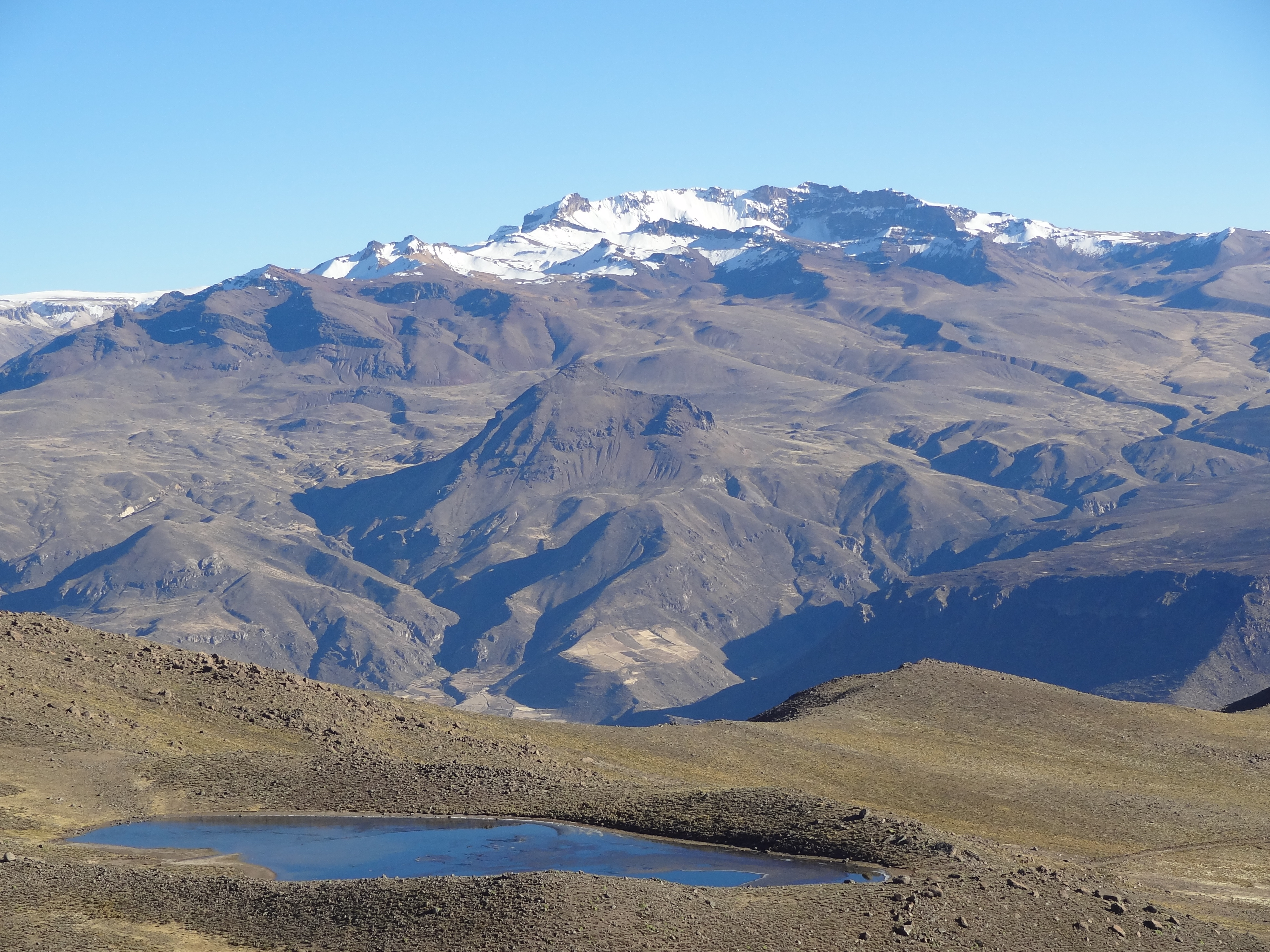

科爾克雷山（Colquere），是秘魯的山峰，位於該國南部阿雷基帕大區的卡伊尤馬省，屬於安第斯山脈中奇拉山脈的一部分，處於密斯米雪山以南，海拔高度約5,200米。